# A Peroxa

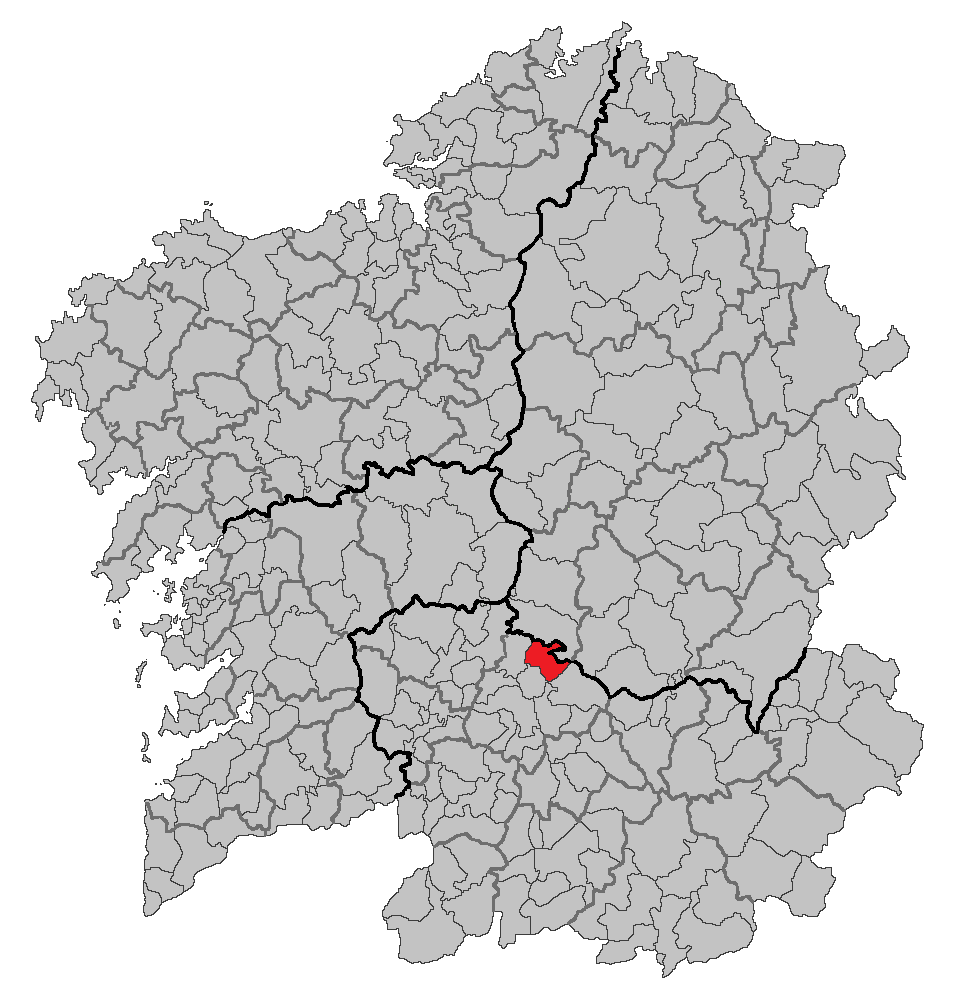
Situation in Ourense in Galicia

A Peroxa là một đô thị trong tỉnh Ourense, thuộc vùng Galicia ở tây bắc Tây Ban Nha.